# 萬福寺 (大田区)
萬福寺（まんぷくじ）は、東京都大田区にある曹洞宗の寺院。山号は慈眼山、開基は梶原景時と伝えられる。本尊は阿弥陀三尊である。

## 歴史
建久3年（1192年）大井丸山（現・大井 (品川区)6丁目、7丁目付近）に源頼朝の命により梶原景時が建立したのが始まりであり、のちに梶原景嗣の代に現在の馬込に移されたと伝えられている。開基とする梶原景時についてはその墓所が境内の墓地にある。室町時代末期に寺域が荒廃したが天正3年（1575年）に明堂文龍大和尚により従来の密教寺院から曹洞宗に改められ再興された。
その後も没落期を経ているため資料が散逸しており、梶原景時開基との情報が正しいかについては定かではない。国学者大橋方長による『武蔵演路』、地理学者古川古松軒による『四神地名録』など江戸時代につくられた地誌においては萬福寺と梶原景時との関係は後世の誤伝ではないかと指摘されている。これは江戸時代にはすでに梶原景時についての言い伝えがすでに史実としてなかば認識されていたことも示している。境内の墓石に「梶原三河守景時同助五郎景末」の名がありこれは『小田原衆所領役帳』にその名が確認できる北条家の家臣であると推測され、彼らが梶原景時の子孫である可能性はある。

## 伽藍

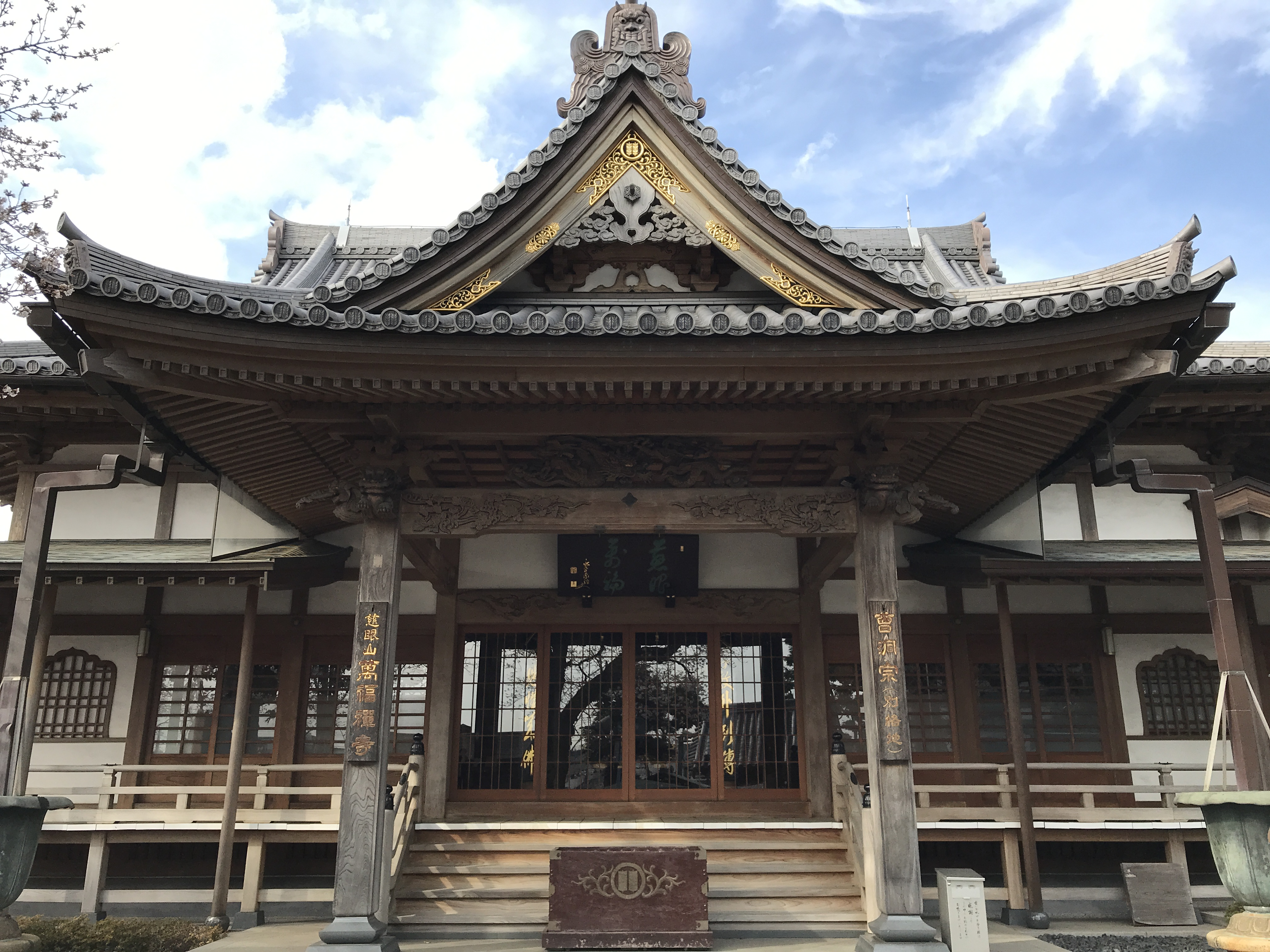
本堂
- 鐘楼門
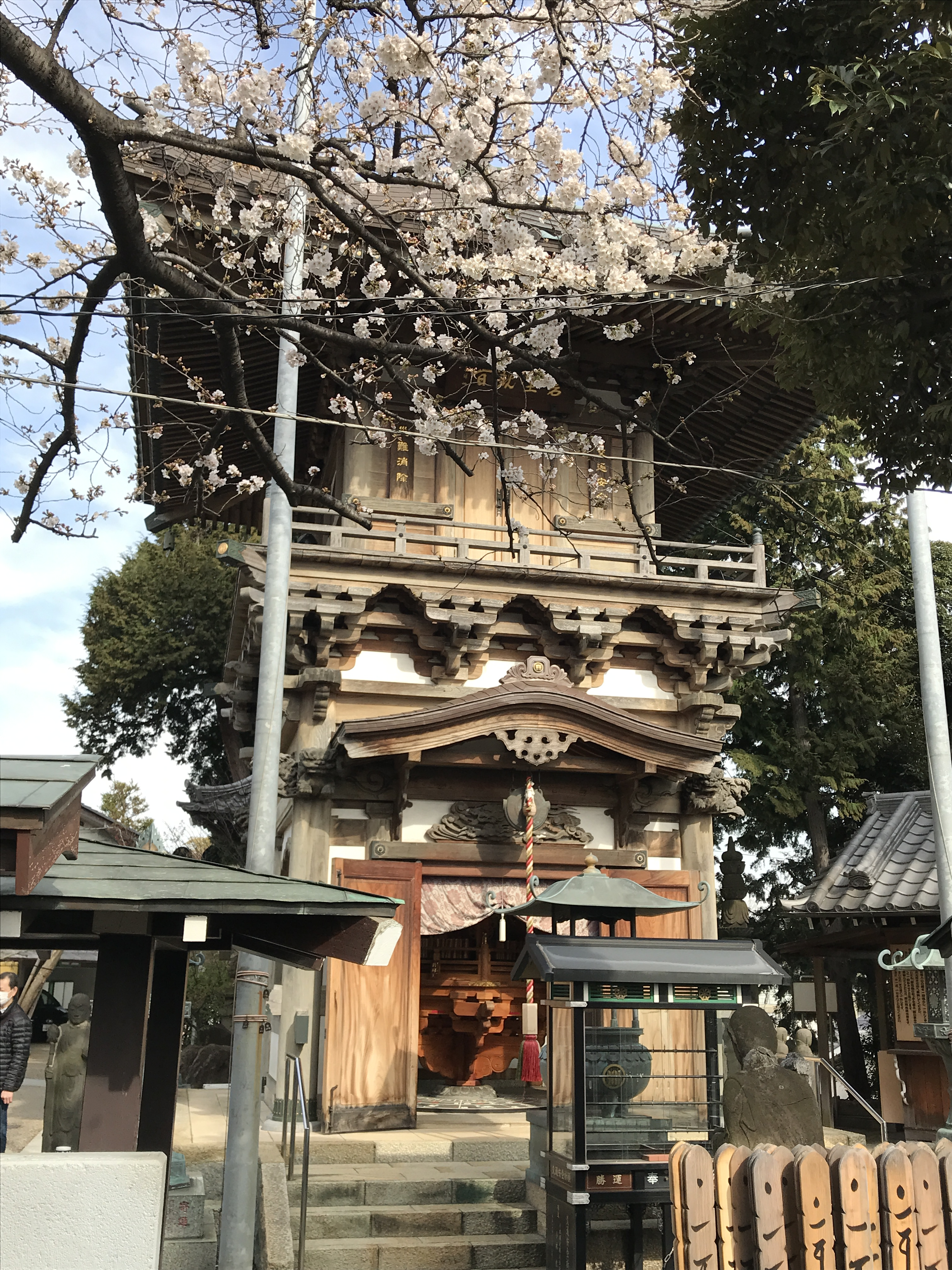
摩尼輪堂 - 本堂前、巨大なマニ車を納める
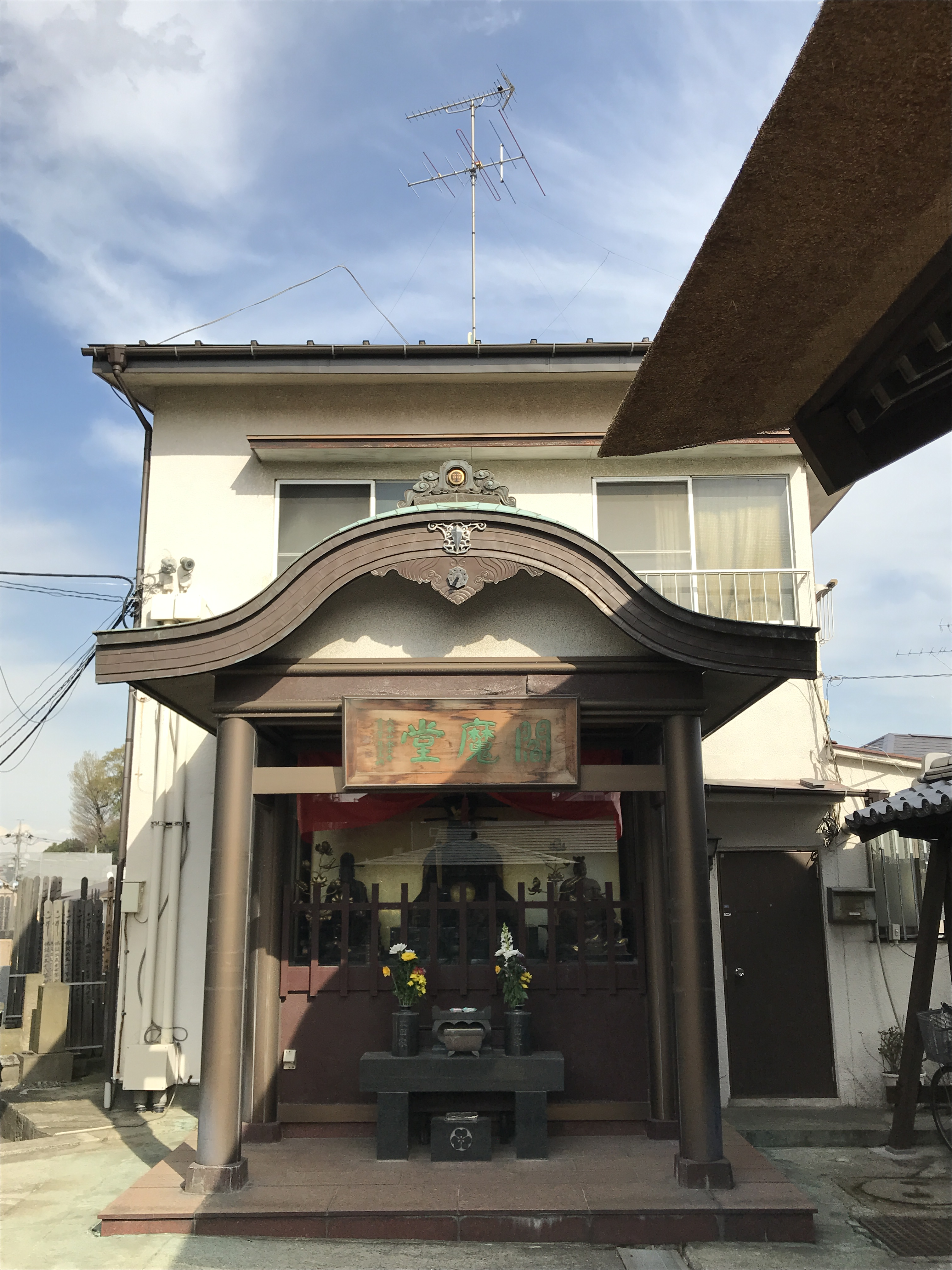
閻魔堂

- 閻魔堂 - 斎藤月岑が著述した「東都歳事記』で閻魔詣での社寺が列記されているが、その中に萬福寺の閻魔堂も含まれている
- 洗心閣
- 山門
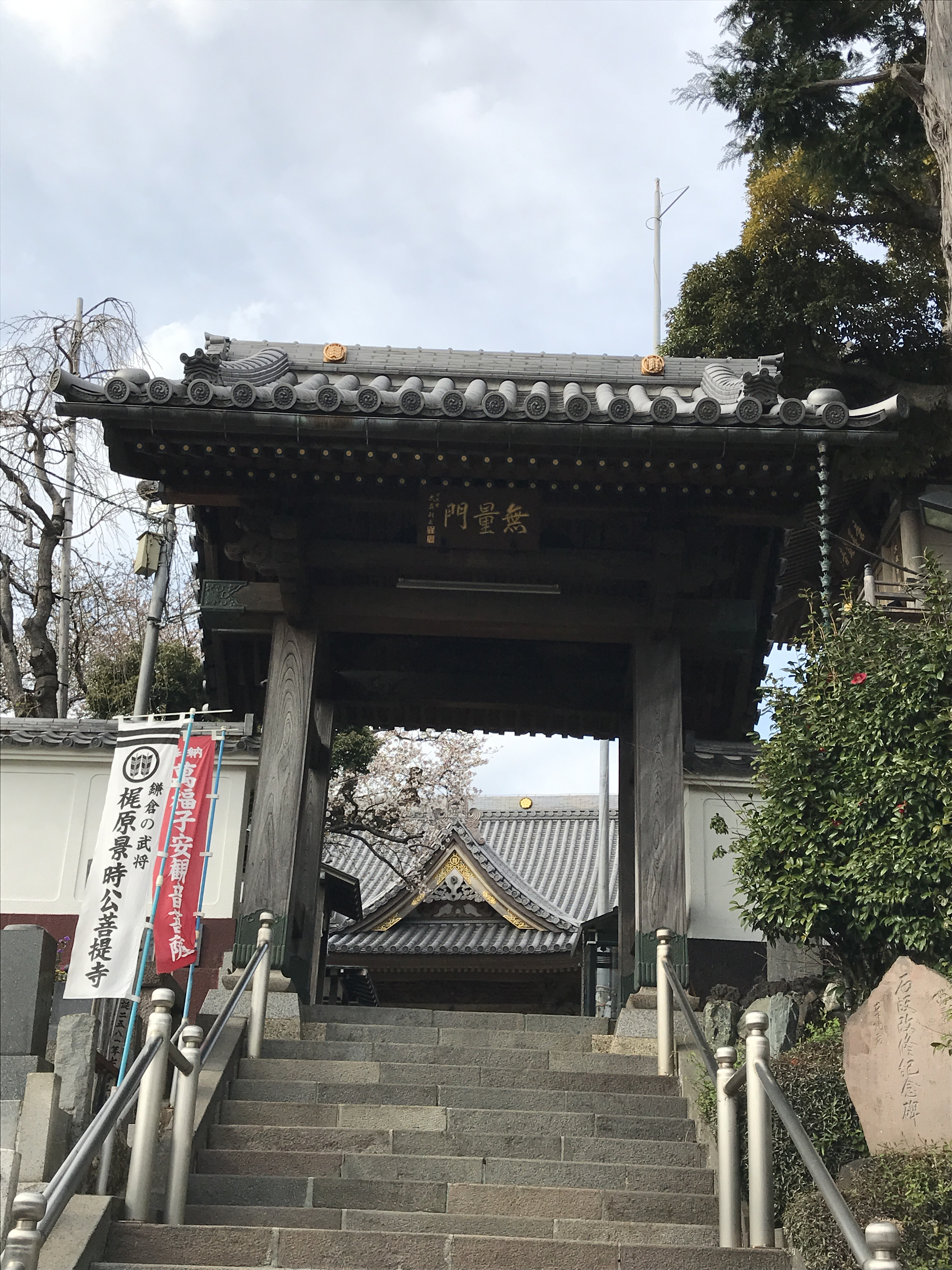
無量門

- 本堂
- 摩尼輪堂
- 閻魔堂
- 無量門

## その他の建造物
- 日待供養塔 - 寛永15年（1638年）馬込村の人々により造立された。昭和30年頃までは中馬込3丁目の梶原塚という場所にあったものが境内に移されている。
- 室生犀星句碑 - 後述のように室生犀星は境内のそばに自邸を構えていた。碑には犀星の日記『馬込日記』の冒頭に記されている俳句「笹鳴や 馬込は垣も まばらにて」と、「葱の皮 はがれしままに かぎろひぬ」の二基がある
- 磨墨像 - 源頼朝から梶原景季に与えられたという乗馬「磨墨』のブロンズ像
- 梶原殿 - 多目的ホール

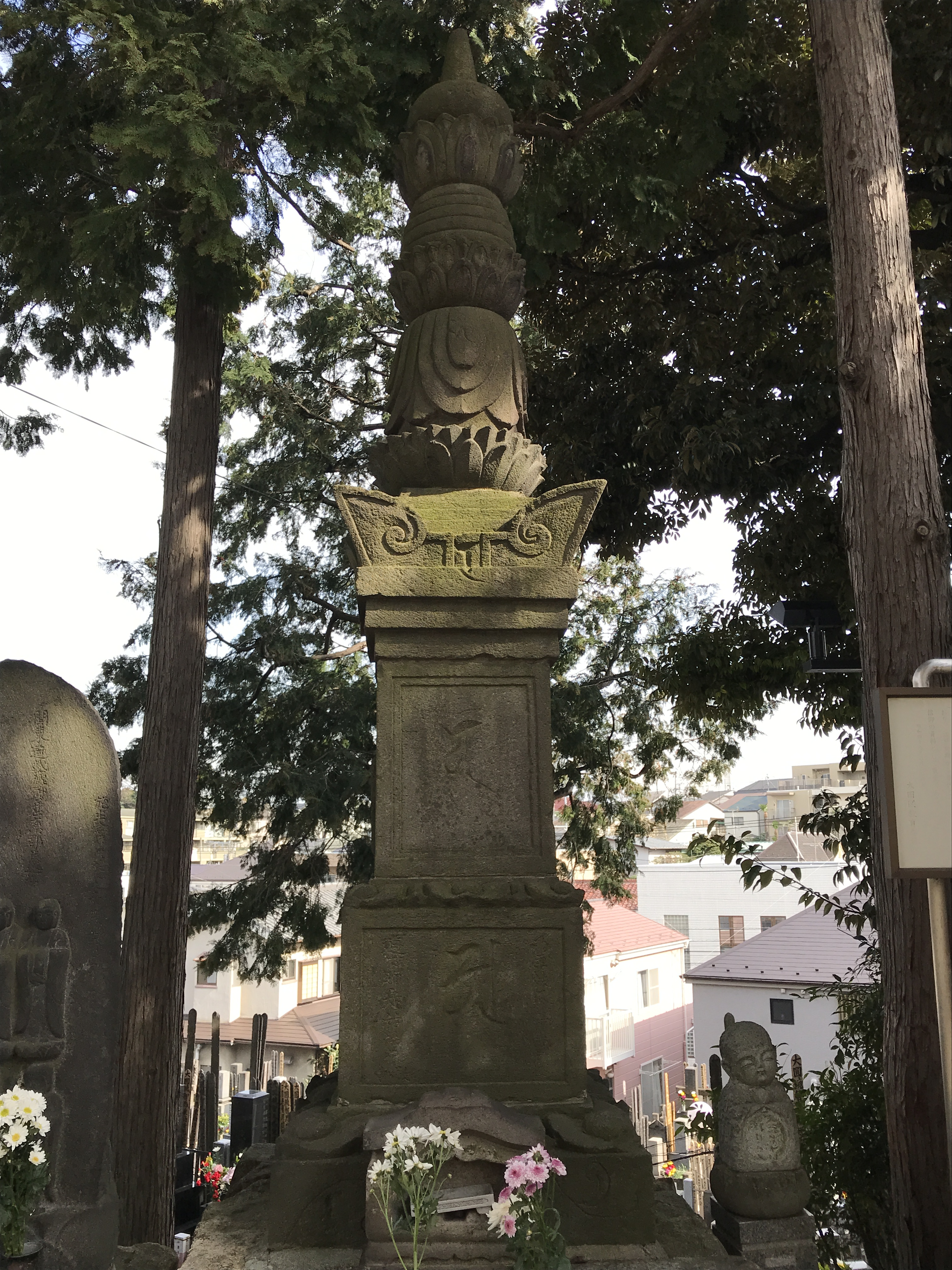
日待供養塔
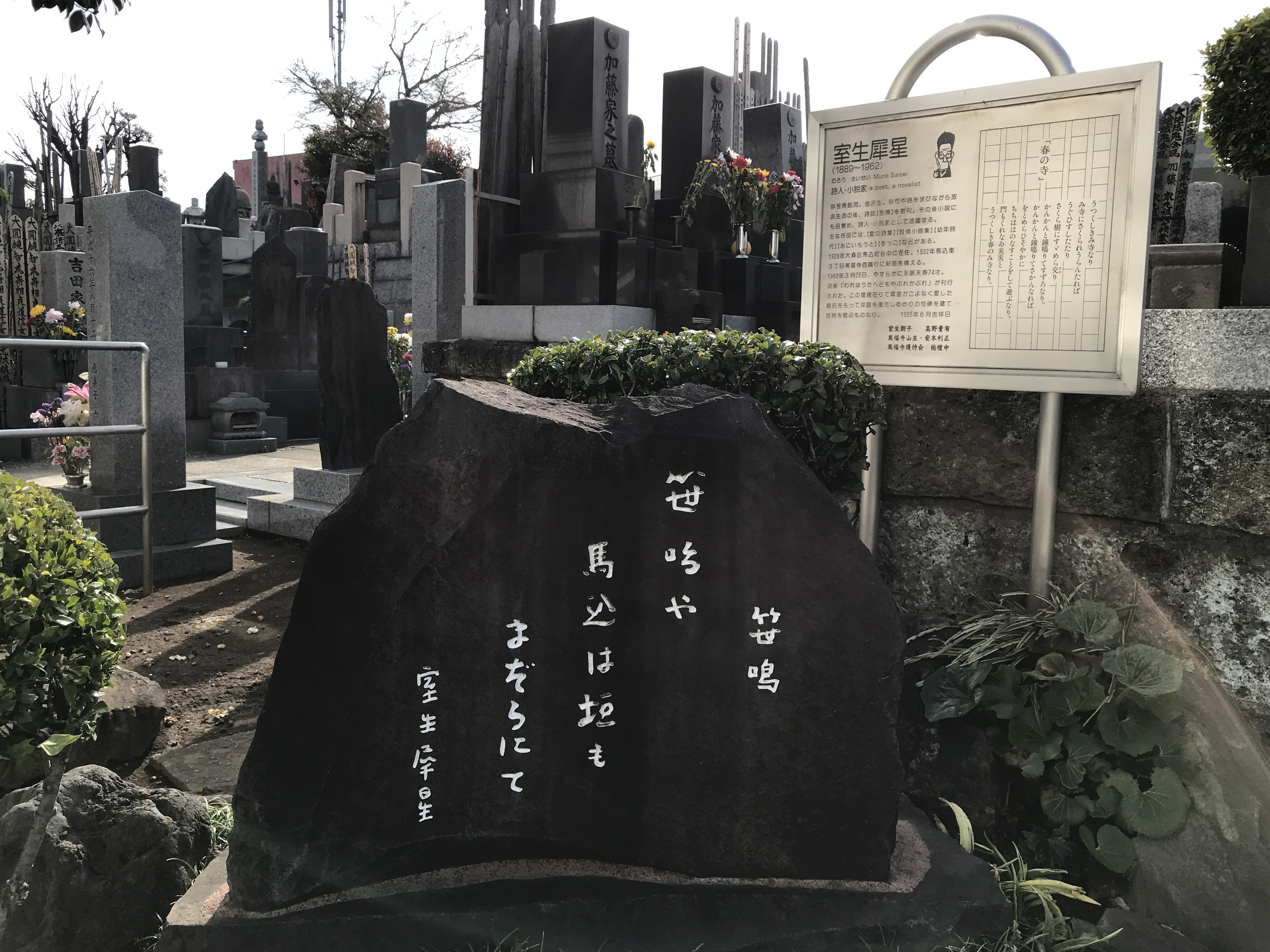
室生犀星句碑 「笹鳴や 馬込は垣も まばらにて」
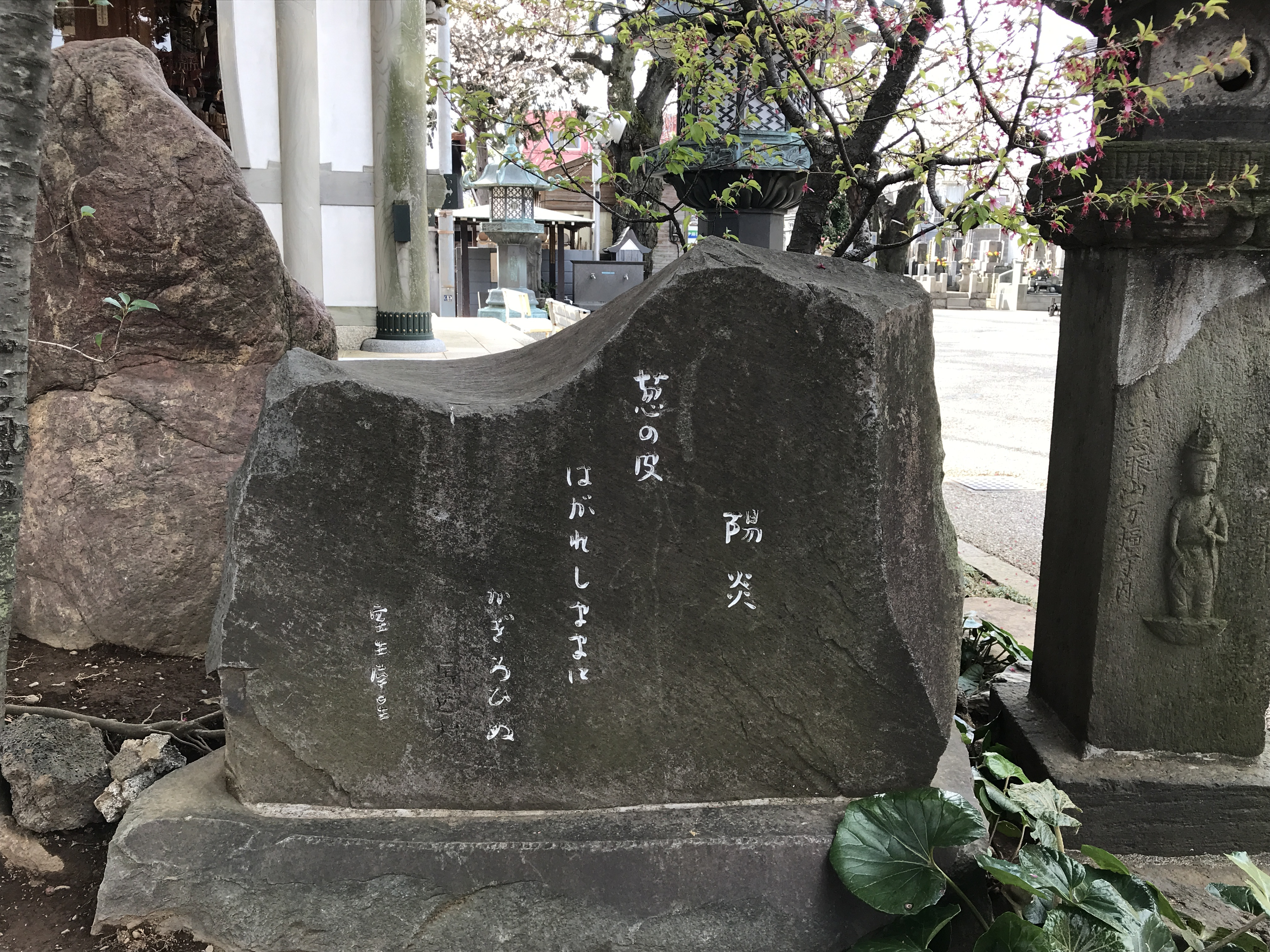
室生犀星句碑「葱の皮 はがれしままに かぎろひぬ」
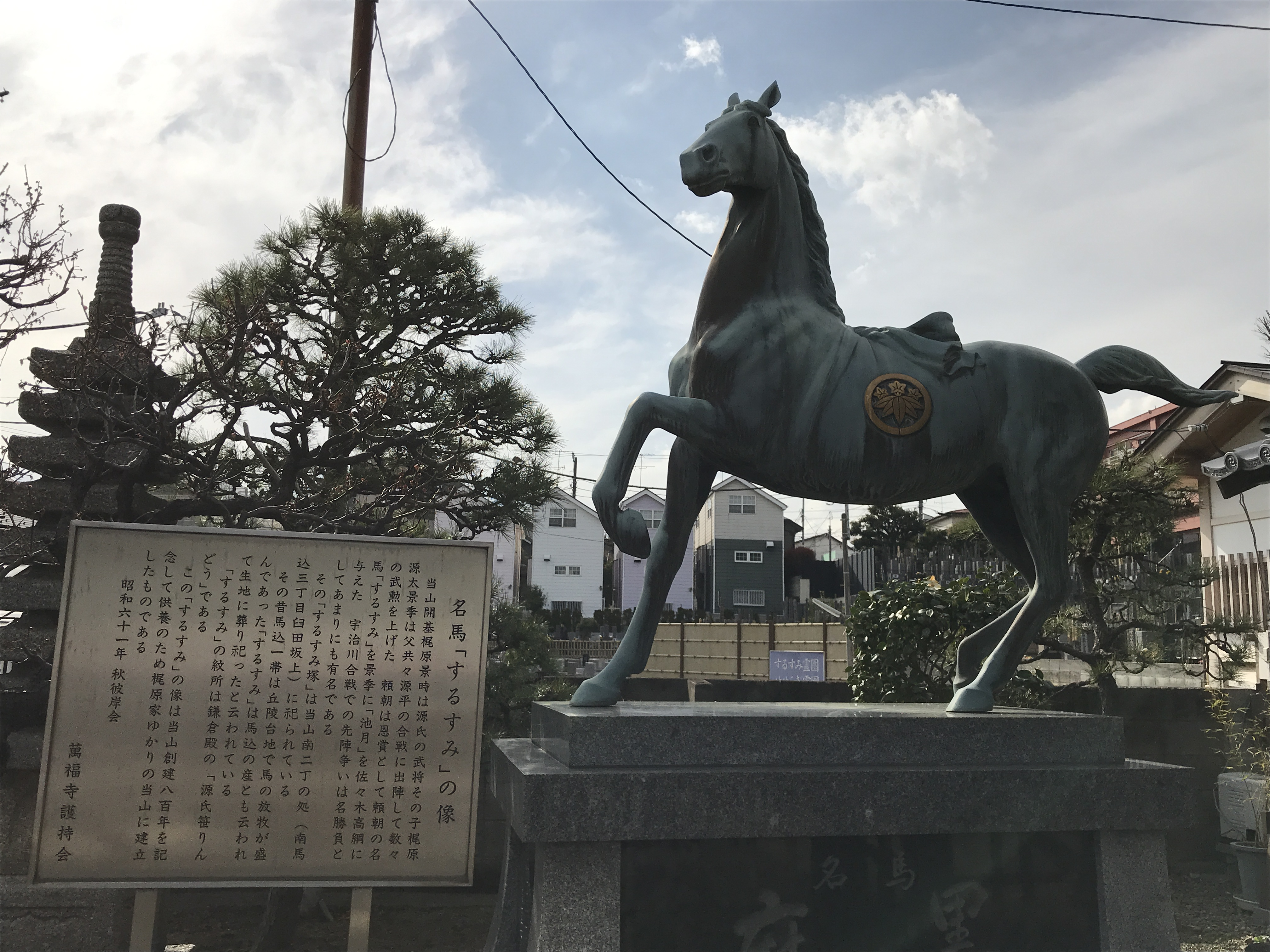
磨墨像

## 萬福寺と日蓮聖人
日蓮は弘安5年（1282年）に病を得て常陸国へ湯治に向かう途中馬込にほど近い池上 (大田区)の武蔵国池上宗仲邸、現在の池上本門寺に立ち寄り10月13日にその地で遷化するが、池上に到着する前に馬込を通っている。その際に萬福寺が大井から移される前に既に馬込に建立されていた阿弥陀堂に宿を求めたところ住持は快諾し日蓮一行に宿を提供したと伝えられている。9月18日の夜のことであったという。
それを謝して日蓮は身につけていた鬼子母神尊像を萬福寺を寄進したと伝えられている。この鬼子母神尊像は昭和の初めに何者かに持ち去られ行方が分からなくなっていたが、昭和62年(1987年)に所持者から申し出があり奉納され再び萬福寺に安置されている。
後日「馬込村へはわが宗旨は拡めず」との日蓮の言葉が伝えられ、言葉通りに第二次世界大戦前まで馬込には日蓮宗の寺院は一院もなかったという。また「本門寺席順」という伝説があり、本門寺においては「第一番池上家当主席、第二番萬福寺住職席」とすると言われている。昭和62年（1987年）本門寺第八十世貫主金子日威が遷化した際の本葬において萬福寺住職席が二番目に設けられ各宗派の管長や法主よりも上座となっていたという。

## 萬福寺と室生犀星
室生犀星は昭和7年（1932年）馬込萬福寺境内に隣接する土地に家を建て、以降は終生軽井沢の別荘と馬込の自宅を行き来して過ごした。昭和2年（1927年）に親友であった芥川龍之介が死去し、芥川が住んでいた田端に住む理由が無くなったこと、同じく親友である萩原朔太郎に勧められたことなどから翌昭和3年（1928年）に山王 (大田区)に移った。しかし付近に小川や池があり地盤が良くないこと、まだ幼かった子供達が湿気が多いせいでよく風邪をひくことを憂えたことから近くの高台にある萬福寺のそばに住居を求めたことを日記に書き残している。
室生は作庭にも才能があり『庭をつくる人』『日本の庭』といった作庭をテーマにした随筆を執筆している。この萬福寺そばの自邸の作庭にも意を注いでいた。犀星の死後室生邸も庭も取り壊されてしまったが、犀星のつくった庭は近隣の人々にも強い印象を残しており馬込の隣、入新井（現在の大田区中央）出身であるイタリア文学者の河島英昭は自著の中で馬込を再訪した際のことを以下のように書いている。

## 著名人の墓
- 梶原景時（武将） - 梶原景時の墓は梶原景時の変の現場である静岡など何箇所かあり、そのなかのひとつ
- 木原義久（徳川家大工頭）
- 金澤一郎（スペイン語学者、東京外国語大学教授） - 松旭斎天勝の夫
- 松旭斎天勝（初代、奇術師） - 墓所は台東区西徳寺にあるが、分骨され夫である金澤一郎と同じ墓に葬られている

## 交通
- 東急バス荏原営業所荏原町線 万福寺前停留所下車、徒歩約3分
- 都営地下鉄浅草線西馬込駅下車、徒歩約15分